# II. DDR-Liga 1958
Die II. DDR-Liga 1958 war die vierte Spielzeit der 1955 gegründeten II. DDR-Liga. Sie war nach der DDR-Oberliga und der I. DDR-Liga die dritthöchste Spielklasse im Deutschen Fußball-Verband der DDR (DFV).
Die fünf Staffelsieger ermittelten in einer Aufstiegsrunde die drei Aufsteiger zur DDR-Liga. Dabei setzten sich die BSG Einheit Greifswald, die BSG Motor Steinach und die SG Dynamo Dresden durch.
In die untergeordnete Bezirksliga stiegen die letzten beiden jeder Staffel direkt ab. Die Tabellenzwölften ermittelten nach den Zwangsabstieg der Zweitvertretung vom SC Motor Karl-Marx-Stadt die letzten vier Absteiger in einer Qualifikationsrunde.

## Modus
Gespielt wurde nach sowjetischem Vorbild (Spielbetrieb dem Kalenderjahr angeglichen) in fünf Staffeln zu je 14 Mannschaften (regionale Gesichtspunkte). In einer Doppelrunde mit Hin- und Rückspiel wurden die Staffelsieger und je zwei Absteiger pro Staffel ermittelt. Die Staffelsieger ermittelten in einer einfachen Runde die drei Aufsteiger in die DDR-Liga und die fünf Zwölfplatzierten die letzten vier Absteiger in die Bezirksliga.

## Staffel 1
In der Staffel 1 spielten Mannschaften aus den Bezirken Rostock, Schwerin, Neubrandenburg und Frankfurt (Oder).

### Abschlusstabelle
| Pl. | Mannschaft                         | Sp. | S  | U | N  | Tore    | Diff. | Punkte |
| --- | ---------------------------------- | --- | -- | - | -- | ------- | ----- | ------ |
| 1.  | BSG Einheit Greifswald             | 26  | 18 | 5 | 3  | 086:260 | +60   | 41:11  |
| 2.  | BSG Motor Warnowwerft Warnemünde   | 26  | 14 | 3 | 9  | 050:330 | +17   | 31:21  |
| 3.  | BSG Fortschritt Neustadt-Glewe     | 26  | 12 | 6 | 8  | 063:450 | +18   | 30:22  |
| 4.  | BSG Einheit Rostock (N)            | 26  | 13 | 4 | 9  | 047:370 | +10   | 30:22  |
| 5.  | BSG Motor Stralsund (N)            | 26  | 10 | 9 | 7  | 043:440 | −1    | 29:23  |
| 6.  | BSG Motor Wismar                   | 26  | 12 | 4 | 10 | 063:510 | +12   | 28:24  |
| 7.  | BSG Motor Eberswalde (N)           | 26  | 12 | 4 | 10 | 058:550 | +3    | 28:24  |
| 8.  | SC Traktor Schwerin (N)            | 26  | 11 | 5 | 10 | 056:400 | +16   | 27:25  |
| 9.  | ASK Vorwärts Neubrandenburg (N)    | 26  | 12 | 3 | 11 | 056:450 | +11   | 27:25  |
| 10. | BSG Chemie Wittenberge (N)         | 26  | 9  | 7 | 10 | 047:460 | +1    | 25:27  |
| 11. | BSG Turbine Neubrandenburg (N)     | 26  | 11 | 3 | 12 | 051:610 | −10   | 25:27  |
| 12. | ASK Vorwärts Rostock (N)           | 26  | 8  | 5 | 13 | 056:660 | −10   | 21:31  |
| 13. | BSG Lokomotive Waren-Rethwisch (N) | 26  | 5  | 4 | 17 | 036:880 | −52   | 14:38  |
| 14. | BSG Einheit Gadebusch (N)          | 26  | 4  | 0 | 22 | 020:950 | −75   | 08:44  |

| (N) Aufsteiger aus der Bezirksliga 1957 |

### Kreuztabelle
Die Kreuztabelle stellt die Ergebnisse aller Spiele dieser Saison dar. Die Heimmannschaft ist in der linken Spalte aufgelistet und die Gastmannschaft in der obersten Reihe.
| Staffel 1 8. März 1958 – 9. November 1958 | Staffel 1 8. März 1958 – 9. November 1958 | BSG Einheit Greifswald | BSG Motor WW Warnemünde | BSG Fortschritt Neustadt-Glewe | BSG Einheit Rostock | BSG Motor Stralsund | BSG Motor Wismar | BSG Motor Eberswalde | SC Traktor Schwerin | ASK Vorwärts Neubrandenburg | BSG Chemie Wittenberge | BSG Turbine Neubrandenburg | ASK Vorwärts Rostock | BSG Lokomotive Waren-Rethwisch | BSG Einheit Gadebusch |
| ----------------------------------------- | ----------------------------------------- | ---------------------- | ----------------------- | ------------------------------ | ------------------- | ------------------- | ---------------- | -------------------- | ------------------- | --------------------------- | ---------------------- | -------------------------- | -------------------- | ------------------------------ | --------------------- |
| 01.                                       | BSG Einheit Greifswald                    |                        | 5:1                     | 1:0                            | 2:1                 | 0:1                 | 2:1              | 3:0                  | 4:2                 | 1:0                         | 2:0                    | 5:1                        | 5:1                  | 6:0                            | 9:1                   |
| 02.                                       | BSG Motor Warnowwerft Warnemünde          | 1:0                    |                         | 0:2                            | 3:1                 | 4:0                 | 7:1              | 2:0                  | 1:0                 | 1:0                         | 4:0                    | 3:0                        | 3:0                  | 7:0                            | 2:1                   |
| 03.                                       | BSG Fortschritt Neustadt-Glewe            | 1:1                    | 2:0                     |                                | 1:4                 | 2:2                 | 1:0              | 1:2                  | 2:1                 | 3:0                         | 2:1                    | 3:2                        | 0:0                  | 4:1                            | 4:0                   |
| 04.                                       | BSG Einheit Rostock                       | 1:0                    | 1:1                     | 4:3                            |                     | 0:2                 | 2:1              | 6:2                  | 1:2                 | 0:3                         | 4:1                    | 2:1                        | 0:0                  | 5:0                            | 1:0                   |
| 05.                                       | BSG Motor Stralsund                       | 1:1                    | 1:1                     | 5:4                            | 2:1                 |                     | 0:0              | 1:1                  | 2:0                 | 1                           | 3:3                    | 0:1                        | 1:1                  | 4:2                            | 6:1                   |
| 06.                                       | BSG Motor Wismar                          | 2:2                    | 4:0                     | 5:3                            | 3:2                 | 1:1                 |                  | 1:0                  | 2:0                 | 2:4                         | 3:1                    | 6:3                        | 3:3                  | 8:3                            | 7:1                   |
| 07.                                       | BSG Motor Eberswalde                      | 1:5                    | 4:0                     | 3:3                            | 1:2                 | 2:0                 | 6:0              |                      | 0:4                 | 4:2                         | 1:1                    | 2:6                        | 4:3                  | 5:1                            | 3:1                   |
| 08.                                       | SC Traktor Schwerin                       | 2:2                    | 1:1                     | 1:1                            | 1:2                 | 3:2                 | 1:0              | 1:2                  |                     | 3:1                         | 2:2                    | 7:3                        | 9:3                  | 2:3                            | 2:0                   |
| 09.                                       | ASK Vorwärts Neubrandenburg               | 1:4                    | 2:1                     | 3:3                            | 3:0                 | 5:0                 | 1:3              | 1:0                  | 0:0                 |                             | 2:1                    | 4:0                        | 3:4                  | 3:0                            | 1:2                   |
| 10.                                       | BSG Chemie Wittenberge                    | 1:3                    | 1:0                     | 4:2                            | 1:2                 | 0:0                 | 3:2              | 3:3                  | 2:1                 | 2:1                         |                        | 2:3                        | 4:3                  | 6:1                            | 3:0                   |
| 11.                                       | BSG Turbine Neubrandenburg                | 2:10                   | 2:1                     | 3:2                            | 2:0                 | 1:2                 | 3:2              | 2:3                  | 1:2                 | 1:1                         | 0:0                    |                            | 2                    | 3:2                            | 4:0                   |
| 12.                                       | ASK Vorwärts Rostock                      | 1:6                    | 2:3                     | 1:2                            | 1:1                 | 3:1                 | 0:3              | 2:1                  | 1:3                 | 4:5                         | 2:1                    | 0:2                        |                      | 8:0                            | 8:1                   |
| 13.                                       | BSG Lokomotive Waren-Rethwisch            | 2:2                    | 1:0                     | 1:3                            | 1:1                 | 5:1                 | 2:0              | 3:5                  | 0:5                 | 2:4                         | 0:0                    | 0:0                        | 3:1                  |                                | 2:3                   |
| 14.                                       | BSG Einheit Gadebusch                     | 1:5                    | 2:3                     | 0:9                            | 0:3                 | 0:1                 | 0:3              | 1:3                  | 2:1                 | 0:4                         | 0:4                    | 0:4                        | 1:2                  | 2:1                            |                       |

### Torschützenliste
|    | Spieler              | Mannschaft                       | Tore |
| -- | -------------------- | -------------------------------- | ---- |
| 1. | Karl-Heinz Holze     | BSG Einheit Greifswald           | 22   |
| 2. | Siegfried Geisendorf | BSG Motor Warnowwerft Warnemünde | 16   |
| 3. | Kurt Weißer          | BSG Turbine Neubrandenburg       | 11   |

## Staffel 2
In der Staffel 2 spielten Mannschaften aus den Bezirken Potsdam, Frankfurt (Oder), Cottbus und Ost-Berlin.

### Abschlusstabelle
| Pl. | Mannschaft                        | Sp. | S  | U | N  | Tore    | Diff. | Punkte |
| --- | --------------------------------- | --- | -- | - | -- | ------- | ----- | ------ |
| 1.  | BSG Motor Süd Brandenburg         | 26  | 19 | 5 | 2  | 076:290 | +47   | 43:90  |
| 2.  | SG Dynamo Hohenschönhausen        | 26  | 16 | 5 | 5  | 058:350 | +23   | 37:15  |
| 3.  | BSG Lokomotive Cottbus (N)        | 26  | 12 | 6 | 8  | 039:310 | +8    | 30:22  |
| 4.  | ASK Vorwärts Cottbus              | 26  | 13 | 4 | 9  | 049:490 | ±0    | 30:22  |
| 5.  | TSC Oberschöneweide               | 26  | 10 | 8 | 8  | 055:320 | +23   | 28:24  |
| 6.  | SG Lichtenberg 47 (N)             | 26  | 11 | 6 | 9  | 051:420 | +9    | 28:24  |
| 7.  | BSG Motor Hennigsdorf             | 26  | 11 | 6 | 9  | 050:460 | +4    | 28:24  |
| 8.  | BSG Chemie Grünau-Schmöckwitz (N) | 26  | 11 | 5 | 10 | 048:330 | +15   | 27:25  |
| 9.  | BSG Berliner Verkehrsbetriebe (N) | 26  | 9  | 7 | 10 | 040:390 | +1    | 25:27  |
| 10. | SG Dynamo Frankfurt/Oder (N)      | 26  | 9  | 5 | 12 | 032:400 | −8    | 23:29  |
| 11. | BSG Rotation Babelsberg II (N)    | 26  | 9  | 3 | 14 | 040:530 | −13   | 21:31  |
| 12. | BSG Lokomotive Kirchmöser (N)     | 26  | 7  | 6 | 13 | 029:380 | −9    | 20:32  |
| 13. | BSG Stahl Brandenburg (N)         | 26  | 5  | 4 | 17 | 035:680 | −33   | 14:38  |
| 14. | BSG Lokomotive Frankfurt/Oder (N) | 26  | 2  | 6 | 18 | 022:890 | −67   | 10:42  |

| (N) Aufsteiger aus der Bezirksliga 1957 |

Namensänderung während der Saison
- BSG Lokomotive Lichtenberg → BSG Berliner Verkehrsbetriebe

### Kreuztabelle
Die Kreuztabelle stellt die Ergebnisse aller Spiele dieser Saison dar. Die Heimmannschaft ist in der linken Spalte aufgelistet und die Gastmannschaft in der obersten Reihe.
| Staffel 2 9. März 1958 – 9. November 1958 | Staffel 2 9. März 1958 – 9. November 1958 | BSG Motor Süd Brandenburg | SG Dynamo Hohenschönhausen | BSG Lokomotive Cottbus | ASK Vorwärts Cottbus | TSC Oberschöneweide | SG Lichtenberg 47 | BSG Motor Hennigsdorf | BSG Chemie Grünau-Schmöckwitz | BSG Berliner Verkehrsbetriebe | SG Dynamo Frankfurt/Oder | BSG Rotation Babelsberg II | BSG Lokomotive Kirchmöser | BSG Stahl Brandenburg | BSG Lokomotive Frankfurt/Oder |
| ----------------------------------------- | ----------------------------------------- | ------------------------- | -------------------------- | ---------------------- | -------------------- | ------------------- | ----------------- | --------------------- | ----------------------------- | ----------------------------- | ------------------------ | -------------------------- | ------------------------- | --------------------- | ----------------------------- |
| 01.                                       | BSG Motor Süd Brandenburg                 |                           | 3:1                        | 1:1                    | 3:2                  | 4:1                 | 4:1               | 3:0                   | 2:0                           | 2:2                           | 2:1                      | 1:1                        | 5:0                       | 6:1                   | 8:0                           |
| 02.                                       | SG Dynamo Hohenschönhausen                | 3:1                       |                            | 5:1                    | 4:2                  | 2:1                 | 2:1               | 1:1                   | 0:2                           | 0:0                           | 1:1                      | 1:3                        | 5:1                       | 3:2                   | 4:0                           |
| 03.                                       | BSG Lokomotive Cottbus                    | 2:0                       | 0:2                        |                        | 1:3                  | 3:0                 | 2:1               | 1:1                   | 0:1                           | 1:0                           | 1:2                      | 1:1                        | 1:1                       | 1:2                   | 4:1                           |
| 04.                                       | ASK Vorwärts Cottbus                      | 2:2                       | 2:4                        | 2:0                    |                      | 0:3                 | 2:0               | 6:1                   | 2:1                           | 5:2                           | 1:0                      | 0:1                        | 0:0                       | 2:1                   | 3:0                           |
| 05.                                       | TSC Oberschöneweide                       | 3:3                       | 2:2                        | 0:0                    | 1:2                  |                     | 0:1               | 6:3                   | 3:0                           | 5:2                           | 1:1                      | 2:0                        | 0:1                       | 2:0                   | 11:1                          |
| 06.                                       | SG Lichtenberg 47                         | 3:6                       | 0:2                        | 3:2                    | 1:2                  | 2:2                 |                   | 1:1                   | 0:0                           | 2:0                           | 3:2                      | 8:2                        | 4:0                       | 3:1                   | 3:1                           |
| 07.                                       | BSG Motor Hennigsdorf                     | 1:2                       | 0:3                        | 1:4                    | 6:0                  | 1:1                 | 3:1               |                       | 3:2                           | 4:0                           | 3:0                      | 0:1                        | 1:0                       | 3:2                   | 2:1                           |
| 08.                                       | BSG Chemie Grünau-Schmöckwitz             | 0:2                       | 0:4                        | 1:1                    | 7:0                  | 0:2                 | 1:1               | 1:1                   |                               | 2:3                           | 0:3                      | 4:0                        | 2:0                       | 2:0                   | 8:0                           |
| 09.                                       | BSG Berliner Verkehrsbetriebe             | 0:2                       | 2:2                        | 0:1                    | 4:0                  | 0:0                 | 3:1               | 1:2                   | 1:1                           |                               | 1:2                      | 3:1                        | 0:2                       | 0:0                   | 3:3                           |
| 10.                                       | SG Dynamo Frankfurt/Oder                  | 1:2                       | 1:3                        | 0:2                    | 2:1                  | 1:0                 | 1:1               | 1:0                   | 1:5                           | 0:1                           |                          | 1:4                        | 1:0                       | 7:1                   | 1:1                           |
| 11.                                       | BSG Rotation Babelsberg II                | 1:4                       | 4:0                        | 1:2                    | 1:2                  | 1:3                 | 0:2               | 1:2                   | 3:2                           | 0:3                           | 2:0                      |                            | 1:2                       | 4:2                   | 5:0                           |
| 12.                                       | BSG Lokomotive Kirchmöser                 | 0:1                       | 0:1                        | 1:2                    | 1:1                  | 1:0                 | 1:3               | 3:3                   | 0:1                           | 0:1                           | 3:0                      | 5:1                        |                           | 1:1                   | 4:0                           |
| 13.                                       | BSG Stahl Brandenburg                     | 1:3                       | 3:0                        | 1:2                    | 2:6                  | 0:0                 | 1:4               | 2:7                   | 1:2                           | 1:3                           | 1:2                      | 1:1                        | 2:1                       |                       | 3:1                           |
| 14.                                       | BSG Lokomotive Frankfurt/Oder             | 1:4                       | 2:3                        | 0:3                    | 1:1                  | 1:6                 | 1:1               | 2:0                   | 0:3                           | 0:5                           | 0:0                      | 2:0                        | 1:1                       | 2:3                   |                               |

### Torschützenliste
|    | Spieler         | Mannschaft                 | Tore |
| -- | --------------- | -------------------------- | ---- |
| 1. | Berthold Keusch | SG Lichtenberg 47          | 19   |
| 2. | Horst Wühn      | SG Dynamo Hohenschönhausen | 18   |
| 3. | Peter Kofke     | BSG Motor Süd Brandenburg  | 16   |

## Staffel 3
In der Staffel 3 spielten Mannschaften aus den Bezirken Magdeburg, Halle und Leipzig.

### Abschlusstabelle
| Pl. | Mannschaft                         | Sp. | S  | U | N  | Tore    | Diff. | Punkte |
| --- | ---------------------------------- | --- | -- | - | -- | ------- | ----- | ------ |
| 1.  | BSG Motor Dessau (A)               | 26  | 16 | 5 | 5  | 062:240 | +38   | 37:15  |
| 2.  | BSG Chemie Bitterfeld (N)          | 26  | 15 | 5 | 6  | 058:230 | +35   | 35:17  |
| 3.  | BSG Aktivist Geiseltal Mücheln (N) | 26  | 15 | 4 | 7  | 065:340 | +31   | 34:18  |
| 4.  | BSG Einheit Burg (N)               | 26  | 15 | 4 | 7  | 059:420 | +17   | 34:18  |
| 5.  | BSG Chemie Leuna                   | 26  | 11 | 6 | 9  | 046:330 | +13   | 28:24  |
| 6.  | BSG Aktivist Böhlen                | 26  | 11 | 5 | 10 | 053:430 | +10   | 27:25  |
| 7.  | BSG Motor Schkeuditz (N)           | 26  | 12 | 3 | 11 | 046:410 | +5    | 27:25  |
| 8.  | BSG Motor Gohlis-Nord Leipzig (N)  | 26  | 10 | 4 | 12 | 034:450 | −11   | 24:28  |
| 9.  | BSG Stahl Thale                    | 26  | 10 | 4 | 12 | 051:640 | −13   | 24:28  |
| 10. | BSG Lokomotive Halberstadt (N)     | 26  | 9  | 6 | 11 | 035:580 | −23   | 24:28  |
| 11. | BSG Chemie Greppin                 | 26  | 9  | 5 | 12 | 039:530 | −14   | 23:29  |
| 12. | BSG Stahl Helbra (N)               | 26  | 10 | 2 | 14 | 039:520 | −13   | 22:30  |
| 13. | BSG Lokomotive Haldensleben (N)    | 26  | 4  | 5 | 17 | 038:870 | −49   | 13:39  |
| 14. | BSG Lokomotive Leipzig-Ost (N)     | 26  | 4  | 4 | 18 | 042:680 | −26   | 12:40  |

| (A) Absteiger aus der DDR-Liga 1957     |
| (N) Aufsteiger aus der Bezirksliga 1957 |

### Kreuztabelle
Die Kreuztabelle stellt die Ergebnisse aller Spiele dieser Saison dar. Die Heimmannschaft ist in der linken Spalte aufgelistet und die Gastmannschaft in der obersten Reihe.
| Staffel 3 9. März 1958 – 9. November 1958 | Staffel 3 9. März 1958 – 9. November 1958 | BSG Motor Dessau | BSG Chemie Bitterfeld | BSG Aktivist Geiseltal Mücheln | BSG Einheit Burg | BSG Chemie Leuna | BSG Aktivist Böhlen | BSG Motor Schkeuditz | BSG Motor Gohlis-Nord Leipzig | BSG Stahl Thale | HBS | BSG Chemie Greppin | BSG Stahl Helbra | HDL  | BSG Lokomotive Leipzig-Ost |
| ----------------------------------------- | ----------------------------------------- | ---------------- | --------------------- | ------------------------------ | ---------------- | ---------------- | ------------------- | -------------------- | ----------------------------- | --------------- | --- | ------------------ | ---------------- | ---- | -------------------------- |
| 01.                                       | BSG Motor Dessau                          |                  | 0:0                   | 1:2                            | 0:0              | 1:0              | 4:0                 | 2:1                  | 6:1                           | 5:0             | 4:2 | 6:1                | 5:0              | 5:1  | 2:0                        |
| 02.                                       | BSG Chemie Bitterfeld                     | 4:0              |                       | 1:0                            | 5:1              | 1:1              | 2:0                 | 3:1                  | 3:0                           | 6:1             | 6:1 | 2:1                | 5:0              | 6:0  | 4:0                        |
| 03.                                       | BSG Aktivist Geiseltal Mücheln            | 0:1              | 4:1                   |                                | 2:1              | 0:1              | 0:2                 | 3:1                  | 0:0                           | 2:0             | 7:1 | 6:0                | 5:0              | 10:4 | 3:1                        |
| 04.                                       | BSG Einheit Burg                          | 4:0              | 1:0                   | 1:0                            |                  | 3:0              | 2:1                 | 4:0                  | 3:1                           | 2:1             | 2:2 | 2:0                | 6:1              | 5:4  | 4:3                        |
| 05.                                       | BSG Chemie Leuna                          | 0:2              | 4:1                   | 0:0                            | 3:0              |                  | 4:1                 | 3:2                  | 3:0                           | 6:0             | 3:0 | 1:1                | 3:0              | 1:1  | 4:0                        |
| 06.                                       | BSG Aktivist Böhlen                       | 0:0              | 1:0                   | 2:2                            | 2:2              | 3:2              |                     | 1:2                  | 2:0                           | 4:2             | 1:2 | 7:2                | 6:2              | 6:0  | 6:1                        |
| 07.                                       | BSG Motor Schkeuditz                      | 2:1              | 1:2                   | 3:4                            | 3:2              | 4:0              | 1:1                 |                      | 3:1                           | 3:1             | 3:0 | 1:0                | 1:3              | 3:0  | 1:0                        |
| 08.                                       | BSG Motor Gohlis-Nord Leipzig             | 2:1              | 1:1                   | 3:1                            | 3:0              | 1:1              | 3:1                 | 2:1                  |                               | 3:2             | 3:0 | 0:1                | 0:3              | 4:2  | 2:1                        |
| 09.                                       | BSG Stahl Thale                           | 1:1              | 1:0                   | 2:4                            | 4:2              | 2:1              | 4:1                 | 1:4                  | 4:2                           |                 | 6:1 | 3:0                | 2:0              | 2:2  | 3:1                        |
| 10.                                       | BSG Lokomotive Halberstadt                | 0:2              | 2:1                   | 1:0                            | 0:0              | 2:1              | 2:0                 | 2:2                  | 1:1                           | 0:2             |     | 0:1                | 2:1              | 5:1  | 3:1                        |
| 11.                                       | BSG Chemie Greppin                        | 2:2              | 0:1                   | 1:1                            | 2:4              | 4:0              | 1:3                 | 1:0                  | 0:1                           | 3:3             | 3:3 |                    | 1:0              | 4:0  | 3:2                        |
| 12.                                       | BSG Stahl Helbra                          | 0:3              | 0:0                   | 2:3                            | 1:2              | 0:2              | 2:0                 | 2:0                  | 1:0                           | 3:0             | 5:0 | 4:2                |                  | 5:0  | 1:1                        |
| 13.                                       | BSG Lokomotive Haldensleben               | 0:5              | 1:2                   | 1:2                            | 1:0              | 2:0              | 0:1                 | 2:2                  | 2:0                           | 3:3             | 0:0 | 1:3                | 2:3              |      | 5:2                        |
| 14.                                       | BSG Lokomotive Leipzig-Ost                | 1:3              | 1:1                   | 3:4                            | 3:6              | 2:2              | 1:1                 | 0:1                  | 2:0                           | 5:1             | 2:3 | 0:2                | 1:0              | 8:3  |                            |

### Torschützenliste
|    | Spieler            | Mannschaft                     | Tore |
| -- | ------------------ | ------------------------------ | ---- |
| 1. | Manfred Ackermann  | BSG Einheit Burg               | 24   |
| 2. | Martin Brieske     | BSG Aktivist Geiseltal Mücheln | 18   |
| 3. | Hans-Dieter Litzke | BSG Aktivist Geiseltal Mücheln | 17   |

## Staffel 4
In der Staffel 4 spielten Mannschaften aus den Bezirken Leipzig, Cottbus, Dresden, Karl-Marx-Stadt und Gera.

### Abschlusstabelle
| Pl. | Mannschaft                           | Sp. | S  | U | N  | Tore    | Diff. | Punkte |
| --- | ------------------------------------ | --- | -- | - | -- | ------- | ----- | ------ |
| 1.  | SG Dynamo Dresden (N)                | 26  | 19 | 4 | 3  | 080:250 | +55   | 42:10  |
| 2.  | BSG Aktivist „Karl Marx“ Zwickau (N) | 26  | 14 | 7 | 5  | 060:340 | +26   | 35:17  |
| 3.  | BSG Aufbau Meißen (N)                | 26  | 14 | 5 | 7  | 054:440 | +10   | 33:19  |
| 4.  | BSG Wismut Plauen (N)                | 26  | 11 | 7 | 8  | 047:480 | −1    | 29:23  |
| 5.  | SC Stahl Riesa                       | 26  | 10 | 8 | 8  | 053:400 | +13   | 28:24  |
| 6.  | BSG Motor Brand-Langenau (N)         | 26  | 10 | 8 | 8  | 057:470 | +10   | 28:24  |
| 7.  | BSG Motor Altenburg (A)              | 26  | 11 | 5 | 10 | 047:440 | +3    | 27:25  |
| 8.  | SC Motor Karl-Marx-Stadt II (3) (4)  | 26  | 9  | 8 | 9  | 055:540 | +1    | 26:26  |
| 9.  | BSG Chemie Schwarzheide (N)          | 26  | 9  | 6 | 11 | 056:650 | −9    | 24:28  |
| 10. | BSG Aktivist Laubusch (N)            | 26  | 7  | 8 | 11 | 041:560 | −15   | 22:30  |
| 11. | BSG Chemie Riesa                     | 26  | 5  | 8 | 13 | 038:530 | −15   | 18:34  |
| 12. | BSG Chemie Elsterberg (N)            | 26  | 6  | 6 | 14 | 051:750 | −24   | 18:34  |
| 13. | BSG Fortschritt Hartha               | 26  | 5  | 7 | 14 | 036:540 | −18   | 17:35  |
| 14. | BSG Stahl Freital (N)                | 26  | 7  | 3 | 16 | 026:620 | −36   | 17:35  |

| (A) Absteiger aus der DDR-Liga 1957     |
| (N) Aufsteiger aus der Bezirksliga 1957 |

### Kreuztabelle
Die Kreuztabelle stellt die Ergebnisse aller Spiele dieser Saison dar. Die Heimmannschaft ist in der linken Spalte aufgelistet und die Gastmannschaft in der obersten Reihe.
| Staffel 4 9. März 1958 – 9. November 1958 | Staffel 4 9. März 1958 – 9. November 1958 | SG Dynamo Dresden | BSG Aktivist „Karl Marx“ Zwickau | BSG Aufbau Meißen | BSG Wismut Plauen | SC Stahl Riesa | BSG Motor Brand-Langenau | BSG Motor Altenburg | SC Motor Karl-Marx-Stadt II | BSG Chemie Schwarzheide | BSG Aktivist Laubusch | BSG Chemie Riesa | BSG Chemie Elsterberg | BSG Fortschritt Hartha | BSG Stahl Freital |
| ----------------------------------------- | ----------------------------------------- | ----------------- | -------------------------------- | ----------------- | ----------------- | -------------- | ------------------------ | ------------------- | --------------------------- | ----------------------- | --------------------- | ---------------- | --------------------- | ---------------------- | ----------------- |
| 01.                                       | SG Dynamo Dresden                         |                   | 2:2                              | 2:2               | 4:1               | 5:1            | 7:2                      | 3:0                 | 4:0                         | 4:0                     | 3:0                   | 5:1              | 6:1                   | 2:1                    | 5:0               |
| 02.                                       | BSG Aktivist „Karl Marx“ Zwickau          | 0:1               |                                  | 3:0               | 1:1               | 2:1            | 4:1                      | 3:2                 | 4:2                         | 5:2                     | 2:1                   | 1:0              | 5:0                   | 3:0                    | 6:0               |
| 03.                                       | BSG Aufbau Meißen                         | 2:1               | 1:2                              |                   | 4:0               | 1:1            | 3:1                      | 1:1                 | 4:1                         | 5:0                     | 2:0                   | 5:2              | 3:3                   | 3:1                    | 3:1               |
| 04.                                       | BSG Wismut Plauen                         | 1:3               | 2:1                              | 2:0               |                   | 2:0            | 4:1                      | 3:1                 | 2:1                         | 1:1                     | 1:0                   | 0:1              | 0:2                   | 5:2                    | 3:1               |
| 05.                                       | SC Stahl Riesa                            | 0:1               | 1:1                              | 8:0               | 2:2               |                | 2:2                      | 1:1                 | 1:0                         | 4:2                     | 4:0                   | 3:2              | 5:1                   | 4:1                    | 2:2               |
| 06.                                       | BSG Motor Brand-Langenau                  | 2:1               | 1:1                              | 1:2               | 3:3               | 3:1            |                          | 3:0                 | 4:1                         | 1:2                     | 3:0                   | 0:0              | 8:2                   | 1:1                    | 2:0               |
| 07.                                       | BSG Motor Altenburg                       | 2:4               | 3:1                              | 4:2               | 3:0               | 1:0            | 0:2                      |                     | 4:2                         | 1:1                     | 2:1                   | 1:1              | 4:1                   | 2:1                    | 3:0               |
| 08.                                       | SC Motor Karl-Marx-Stadt II               | 1:1               | 1:1                              | 1:1               | 1:1               | 2:4            | 2:2                      | 4:2                 |                             | 4:3                     | 7:3                   | 4:2              | 6:0                   | 1:1                    | 2:0               |
| 09.                                       | BSG Chemie Schwarzheide                   | 0:4               | 2:3                              | 5:2               | 5:2               | 2:3            | 3:6                      | 2:0                 | 2:2                         |                         | 1:1                   | 5:2              | 1:4                   | 4:1                    | 4:0               |
| 10.                                       | BSG Aktivist Laubusch                     | 3:2               | 2:2                              | 0:3               | 3:5               | 1:0            | 3:1                      | 3:3                 | 1:0                         | 2:2                     |                       | 6:2              | 4:4                   | 1:0                    | 0:0               |
| 11.                                       | BSG Chemie Riesa                          | 0:1               | 4:1                              | 0:1               | 5:2               | 2:2            | 1:1                      | 2:1                 | 0:0                         | 1:3                     | 1:1                   |                  | 5:1                   | 1:1                    | 1:2               |
| 12.                                       | BSG Chemie Elsterberg                     | 1:3               | 3:3                              | 0:1               | 0:1               | 1:1            | 3:3                      | 1:4                 | 1:2                         | 1:1                     | 1:2                   | 3:0              |                       | 7:2                    | 5:1               |
| 13.                                       | BSG Fortschritt Hartha                    | 2:2               | 0:3                              | 3:2               | 2:2               | 3:0            | 1:0                      | 0:1                 | 2:3                         | 5:0                     | 3:3                   | 1:1              | 1:0                   |                        | 0:1               |
| 14.                                       | BSG Stahl Freital                         | 0:4               | 1:0                              | 0:1               | 1:1               | 0:1            | 0:3                      | 2:1                 | 4:5                         | 1:3                     | 2:0                   | 2:1              | 3:5                   | 2:1                    |                   |

### Torschützenliste
|    | Spieler           | Mannschaft            | Tore |
| -- | ----------------- | --------------------- | ---- |
| 1. | Peter Tempel      | BSG Aufbau Meißen     | 17   |
| 2. | Arnulf Pahlitzsch | SG Dynamo Dresden     | 16   |
| 3. | Klaus Schuler     | BSG Chemie Elsterberg | 13   |

## Staffel 5
In der Staffel 5 spielten Mannschaften aus den Bezirken Erfurt, Gera und Suhl.

### Abschlusstabelle
| Pl. | Mannschaft                            | Sp. | S  | U | N  | Tore    | Diff. | Punkte |
| --- | ------------------------------------- | --- | -- | - | -- | ------- | ----- | ------ |
| 1.  | BSG Motor Steinach                    | 26  | 16 | 6 | 4  | 056:240 | +32   | 38:14  |
| 2.  | BSG Motor Eisenach                    | 26  | 15 | 7 | 4  | 048:300 | +18   | 37:15  |
| 3.  | BSG Motor Sömmerda                    | 26  | 12 | 6 | 8  | 050:430 | +7    | 30:22  |
| 4.  | BSG Aktivist Kali Werra Tiefenort (N) | 26  | 11 | 7 | 8  | 050:490 | +1    | 29:23  |
| 5.  | BSG Motor Suhl (N)                    | 26  | 12 | 4 | 10 | 058:460 | +12   | 28:24  |
| 6.  | BSG Motor Sonneberg (N)               | 26  | 10 | 8 | 8  | 049:520 | −3    | 28:24  |
| 7.  | BSG Stahl Silbitz (N)                 | 26  | 12 | 3 | 11 | 045:590 | −14   | 27:25  |
| 8.  | BSG Motor Nord Erfurt (N)             | 26  | 10 | 6 | 10 | 040:490 | −9    | 26:26  |
| 9.  | BSG Motor Nordhausen-West             | 26  | 10 | 4 | 12 | 054:530 | +1    | 24:28  |
| 10. | BSG Glückauf Bleicherode (N)          | 26  | 11 | 2 | 13 | 049:480 | +1    | 24:28  |
| 11. | BSG Motor Oberlind                    | 26  | 9  | 4 | 13 | 050:490 | +1    | 22:30  |
| 12. | BSG Chemie Lauscha                    | 26  | 9  | 3 | 14 | 052:500 | +2    | 21:31  |
| 13. | BSG Motor Gotha (N)                   | 26  | 5  | 9 | 12 | 031:460 | −15   | 19:33  |
| 14. | BSG Einheit Rudolstadt (N)            | 26  | 3  | 5 | 18 | 029:630 | −34   | 11:41  |

| (N) Aufsteiger aus der Bezirksliga 1957 |

Namensänderung während der Saison
- Fusion von BSG Aktivist Bleicherode und BSG Turbine Bleicherode zu BSG Glückauf Bleicherode

### Kreuztabelle
Die Kreuztabelle stellt die Ergebnisse aller Spiele dieser Saison dar. Die Heimmannschaft ist in der linken Spalte aufgelistet und die Gastmannschaft in der obersten Reihe.
| Staffel 5 9. März 1958 – 9. November 1958 | Staffel 5 9. März 1958 – 9. November 1958 | BSG Motor Steinach | BSG Motor Eisenach | BSG Motor Sömmerda | BSG Aktivist Kali Werra Tiefenort | BSG Motor Suhl | BSG Motor Sonneberg | BSG Stahl Silbitz | EF  | BSG Motor Nordhausen-West | BSG Glückauf Bleicherode | BSG Motor Oberlind | BSG Chemie Lauscha | GTH | BSG Einheit Rudolstadt |
| ----------------------------------------- | ----------------------------------------- | ------------------ | ------------------ | ------------------ | --------------------------------- | -------------- | ------------------- | ----------------- | --- | ------------------------- | ------------------------ | ------------------ | ------------------ | --- | ---------------------- |
| 01.                                       | BSG Motor Steinach                        |                    | 2:4                | 1:0                | 5:0                               | 3:2            | 2:0                 | 5:1               | 2:1 | 6:0                       | 4:0                      | 3:2                | 2:1                | 2:0 | 4:1                    |
| 02.                                       | BSG Motor Eisenach                        | 1:0                |                    | 4:0                | 2:3                               | 1:0            | 2:2                 | 1:0               | 2:2 | 3:2                       | 4:1                      | 4:0                | 1:0                | 1:1 | 1:0                    |
| 03.                                       | BSG Motor Sömmerda                        | 2:2                | 1:1                |                    | 0:0                               | 6:2            | 0:0                 | 3:0               | 1:0 | 7:2                       | 1:0                      | 4:2                | 3:1                | 1:1 | 2:0                    |
| 04.                                       | BSG Aktivist Kali Werra Tiefenort         | 1:3                | 2:1                | 2:3                |                                   | 2:0            | 2:2                 | 1:2               | 4:0 | 3:1                       | 3:2                      | 3:2                | 1:1                | 4:1 | 6:1                    |
| 05.                                       | BSG Motor Suhl                            | 1:1                | 5:1                | 2:1                | 3:2                               |                | 5:0                 | 3:0               | 4:0 | 4:1                       | 2:1                      | 5:3                | 4:1                | 2:2 | 4:2                    |
| 06.                                       | BSG Motor Sonneberg                       | 1:1                | 3:2                | 3:1                | 2:2                               | 1:3            |                     | 6:2               | 1:1 | 3:2                       | 2:1                      | 2:2                | 3:1                | 4:1 | 2:1                    |
| 07.                                       | BSG Stahl Silbitz                         | 2:3                | 2:2                | 0:4                | 0:1                               | 2:0            | 4:2                 |                   | 6:1 | 4:2                       | 1:1                      | 2:1                | 3:0                | 3:2 | 1:0                    |
| 08.                                       | BSG Motor Nord Erfurt                     | 0:2                | 1:1                | 3:1                | 0:0                               | 1:1            | 3:2                 | 7:1               |     | 1:0                       | 2:2                      | 3:1                | 2:1                | 3:2 | 1:0                    |
| 09.                                       | BSG Motor Nordhausen-West                 | 1:1                | 0:1                | 2:1                | 6:0                               | 3:3            | 3:2                 | 2:2               | 2:0 |                           | 3:2                      | 0:1                | 7:2                | 2:0 | 7:1                    |
| 10.                                       | BSG Glückauf Bleicherode                  | 1:0                | 0:2                | 1:2                | 4:1                               | 3:0            | 2:0                 | 3:0               | 4:0 | 4:2                       |                          | 6:0                | 2:0                | 2:3 | 3:1                    |
| 11.                                       | BSG Motor Oberlind                        | 0:0                | 1:2                | 4:1                | 0:1                               | 3:1            | 0:2                 | 6:0               | 3:0 | 0:0                       | 7:1                      |                    | 3:1                | 1:2 | 5:2                    |
| 12.                                       | BSG Chemie Lauscha                        | 2:1                | 1:2                | 7:0                | 1:1                               | 2:1            | 7:1                 | 2:3               | 4:3 | 1:1                       | 5:0                      | 2:0                |                    | 4:1 | 3:0                    |
| 13.                                       | BSG Motor Gotha                           | 0:0                | 0:0                | 1:3                | 2:2                               | 1:0            | 1:2                 | 1:2               | 1:2 | 1:2                       | 1:0                      | 2:2                | 2:0                |     | 0:0                    |
| 14.                                       | BSG Einheit Rudolstadt                    | 0:1                | 1:2                | 2:2                | 5:3                               | 2:2            | 1:1                 | 0:2               | 1:3 | 1:0                       | 2:3                      | 0:1                | 3:2                | 2:2 |                        |

### Torschützenliste
|    | Spieler         | Mannschaft                | Tore |
| -- | --------------- | ------------------------- | ---- |
| 1. | Manfred Willing | BSG Motor Nordhausen West | 24   |
| 2. | Manfred Wagner  | BSG Stahl Silbitz         | 17   |
| 3. | Erwin Seifert   | BSG Motor Sömmerda        | 13   |

## Aufstiegsrunde zur DDR-Liga
In der Aufstiegsrunde spielten die fünf Staffelsieger, die drei Aufsteiger zur DDR-Liga aus. Jede Mannschaft bestritt zwei Heimspiele und zwei Auswärtsspiele.

### Abschlusstabelle
| Pl. | Mannschaft                                           | Sp. | S | U | N | Tore    | Diff. | Punkte |
| --- | ---------------------------------------------------- | --- | - | - | - | ------- | ----- | ------ |
| 1.  | BSG Einheit Greifswald (Sieger der Staffel 1)        | 4   | 2 | 1 | 1 | 011:900 | +2    | 05:30  |
| 2.  | BSG Motor Steinach (Sieger der Staffel 5)            | 4   | 2 | 0 | 2 | 010:700 | +3    | 04:40  |
| 3.  | SG Dynamo Dresden (5) (Sieger der Staffel 4)         | 4   | 1 | 2 | 1 | 005:600 | −1    | 04:40  |
| 4.  | BSG Motor Süd Brandenburg (5) (Sieger der Staffel 2) | 4   | 2 | 0 | 2 | 005:600 | −1    | 04:40  |
| 5.  | BSG Motor Dessau (Sieger der Staffel 3)              | 4   | 1 | 1 | 2 | 006:900 | −3    | 03:50  |

| (5) Bei Punktgleichstand und derselben Tordifferenz sah die Spielordnung ein Entscheidungsspiel der Kontrahenten vor. |

### Kreuztabelle
Die Kreuztabelle stellt die Ergebnisse aller Spiele dieser Aufstiegsrunde dar. Die Heimmannschaft ist in der linken Spalte aufgelistet und die Gastmannschaft in der obersten Reihe.
| DDR-Liga Aufstiegsrunde 16. November 1958 – 14. Dezember 1958 | DDR-Liga Aufstiegsrunde 16. November 1958 – 14. Dezember 1958 | Greifswald | Steinach | Dresden | Brandenburg | Dessau |
| ------------------------------------------------------------- | ------------------------------------------------------------- | ---------- | -------- | ------- | ----------- | ------ |
| 01.                                                           | BSG Einheit Greifswald                                        |            | ---      | ---     | 3:0         | 5:3    |
| 02.                                                           | BSG Motor Steinach                                            | 5:2        |          | ---     | ---         | 3:1    |
| 03.                                                           | SG Dynamo Dresden                                             | 1:1        | 2:1      |         | ---         | ---    |
| 04.                                                           | BSG Motor Süd Brandenburg                                     | ---        | 2:1      | 3:1     |             | ---    |
| 05.                                                           | BSG Motor Dessau                                              | ---        | ---      | 1:1     | 1:0         |        |

### Entscheidungsspiel um Rang 3
Das Entscheidungsspiel fand am 21. Dezember 1958 vor 4.500 Zuschauern in Bitterfeld statt.
|                   | Ergebnis  |                           |
| ----------------- | --------- | ------------------------- |
| SG Dynamo Dresden | 4:2 n. V. | BSG Motor Süd Brandenburg |

### Torschützenliste
|     | Spieler          | Verein                    | Tore |
| --- | ---------------- | ------------------------- | ---- |
| 01. | Karl-Heinz Holze | BSG Einheit Greifswald    | 5    |
| 02. | Werner Luthardt  | BSG Motor Steinach        | 4    |
| 02. | Detlef Alert     | BSG Motor Süd Brandenburg | 4    |
| 04. | Dieter Legler    | SG Dynamo Dresden         | 3    |

### Zuschauer
In zehn Spielen kamen 78.000 Zuschauer ({\displaystyle \varnothing } 7.800 pro Spiel) in die Stadien.
Größte Zuschauerkulisse
12.000 BSG Motor Dessau – BSG Motor Süd Brandenburg (2. Spieltag)
Niedrigste Zuschauerkulisse
06.000 SG Dynamo Dresden – BSG Einheit Greifswald (2. Spieltag)
06.000 BSG Motor Steinach – BSG Motor Dessau (3. Spieltag)
06.000 BSG Motor Dessau – SG Dynamo Dresden (5. Spieltag)
| Mannschaft                | Gesamt | {\displaystyle \varnothing } | Heim   | {\displaystyle \varnothing } | Ausw.  | {\displaystyle \varnothing } |
| ------------------------- | ------ | ---------------------------- | ------ | ---------------------------- | ------ | ---------------------------- |
| BSG Einheit Greifswald    | 31.000 | 7.750                        | 18.000 | 9.000                        | 13.000 | 6.500                        |
| BSG Motor Steinach        | 28.000 | 7.000                        | 13.000 | 6.500                        | 15.000 | 7.500                        |
| SG Dynamo Dresden         | 28.000 | 7.000                        | 14.000 | 7.000                        | 14.000 | 7.000                        |
| BSG Motor Süd Brandenburg | 37.000 | 9.250                        | 15.000 | 7.500                        | 22.000 | 11.0000                      |
| BSG Motor Dessau          | 32.000 | 8.000                        | 18.000 | 9.000                        | 14.000 | 7.000                        |

## Qualifikationsrunde II. DDR-Liga
In der Qualifikationsrunde ermittelten die fünf Tabellenzwölften, den letzten Teilnehmer für die Folgesaison in der II. DDR-Liga und die vier Absteiger in die Bezirksliga. Jede Mannschaft bestritt zwei Heimspiele und zwei Auswärtsspiele.

### Abschlusstabelle
| Pl. | Mannschaft                                | Sp. | S | U | N | Tore    | Diff. | Punkte |
| --- | ----------------------------------------- | --- | - | - | - | ------- | ----- | ------ |
| 1.  | BSG Chemie Lauscha (12. Staffel 5)        | 4   | 2 | 1 | 1 | 009:300 | +6    | 05:30  |
| 2.  | ASK Vorwärts Rostock (12. Staffel 1)      | 4   | 2 | 1 | 1 | 011:700 | +4    | 05:30  |
| 3.  | BSG Stahl Helbra (12. Staffel 3)          | 4   | 1 | 2 | 1 | 008:700 | +1    | 04:40  |
| 4.  | BSG Lokomotive Kirchmöser (12. Staffel 2) | 4   | 1 | 2 | 1 | 007:900 | −2    | 04:40  |
| 5.  | BSG Chemie Elsterberg (12. Staffel 4)     | 4   | 0 | 2 | 2 | 003:120 | −9    | 02:60  |

### Kreuztabelle
Die Kreuztabelle stellt die Ergebnisse aller Spiele dieser Aufstiegsrunde dar. Die Heimmannschaft ist in der linken Spalte aufgelistet und die Gastmannschaft in der obersten Reihe.
| Qualifikationsrunde II. DDR-Liga 16. November 1958 – 14. Dezember 1958 | Qualifikationsrunde II. DDR-Liga 16. November 1958 – 14. Dezember 1958 | Lauscha | Rostock | Helbra | Kirchmöser | Elsterberg |
| ---------------------------------------------------------------------- | ---------------------------------------------------------------------- | ------- | ------- | ------ | ---------- | ---------- |
| 01.                                                                    | BSG Chemie Lauscha                                                     |         | ---     | ---    | 4:0        | 4:0        |
| 02.                                                                    | ASK Vorwärts Rostock                                                   | 1:1     |         | ---    | ---        | 6:1        |
| 03.                                                                    | BSG Stahl Helbra                                                       | 2:0     | 2:3     |        | ---        | ---        |
| 04.                                                                    | BSG Lokomotive Kirchmöser                                              | ---     | 3:1     | 3:3    |            | ---        |
| 05.                                                                    | BSG Chemie Elsterberg                                                  | ---     | ---     | 1:1    | 1:1        |            |

## Aufsteiger
| 1.                              | BSG Einheit Greifswald |
| Logo der BSG Einheit Greifswald | Günter Kopp Manfred Dyck, Dietrich Grapentin, Manfred Ketel Günter Rosenthal, Günter Hanne Dieter Stein, Karl-Heinz Holze, Horst Saß, Ernst Schuldt, Manfred Kirdorf Trainer: Lothar Wiesner |
| Logo der BSG Einheit Greifswald | außerdem: Kurt Lippert (Tor) → nur in den Aufstiegsrunde, Heinz Nörenberg (Tor); Pegelow; Rolf Lang, Helmut Krebs; Herbert Bonies, Wetzel, Rudolf Tews                                       |

| 2.                          | BSG Motor Steinach |
| Logo der BSG Motor Steinach | Klaus Jahn Franz Ender, Karl Eichhorn, Karl Schubert Reinwald Demmler, Alfred Schönfelder Emil Kühn, Heinz Leib, Werner Luthardt, Werner Linß, Max Luthardt Spielertrainer: Heinz Leib |
| Logo der BSG Motor Steinach | außerdem: Franz Langhammer (Tor); Rodeck, Bräuer; Ernst Resch; Heinz Scheler, Herzog, Adolf Roß, Peter Sesselmann                                                                      |

| 3.                         | SG Dynamo Dresden |
| Logo der SG Dynamo Dresden | Horst Kiesewetter Horst Gneuß, Wolfgang Gärtner, Helmut Pfohl Wolfgang Oeser, Günter Weichelt Rudolf Härtelt, Hans Kreische, Dieter Legler, Arnulf Pahlitzsch, Gert Herold Trainer: Helmut Petzold |
| Logo der SG Dynamo Dresden | außerdem: Helmut Danilowski (Tor); Günter Drechsel; Franz Ittner; Dieter Schmidt, Klaus Schöbel |